# ディディエ・ルヴァレ
ディディエ・ルヴァレ（Didier Levallet、1944年7月19日 - ）は、フランスのジャズ・ダブルベース奏者、作曲家、編曲家、リーダー。
独学によるベーシストであるルヴァレは、1969年にパリでプロ・デビューを果たし、テッド・カーソン、ジョニー・グリフィン、ケニー・クラーク、マル・ウォルドロン、ハンク・モブレー、アーチー・シェップ、トニー・オクスレイ、スティーヴ・レイシー、ハリー・ベケット、ディディエ・ロックウッドなどのアーティストと一緒に仕事してきている。
ルヴァレは、1997年から2000年までフランス国立ジャズ・オーケストラのディレクターを務めた。また、アングレームの国立音楽学校で教育者として従事し、フランスのクリュニーで定期的にワークショップと音楽コンサートを開催している。